# Odorrana absita
Huia absita es una especie de anfibio anuro de la familia Ranidae.

## Distribución geográfica yhábitat
Es endémica del sur de Laos y el centro de Vietnam. Su rango altitudinal oscila entre 920 y 1300 m s. n. m..